# Kura Kaupapa Māori

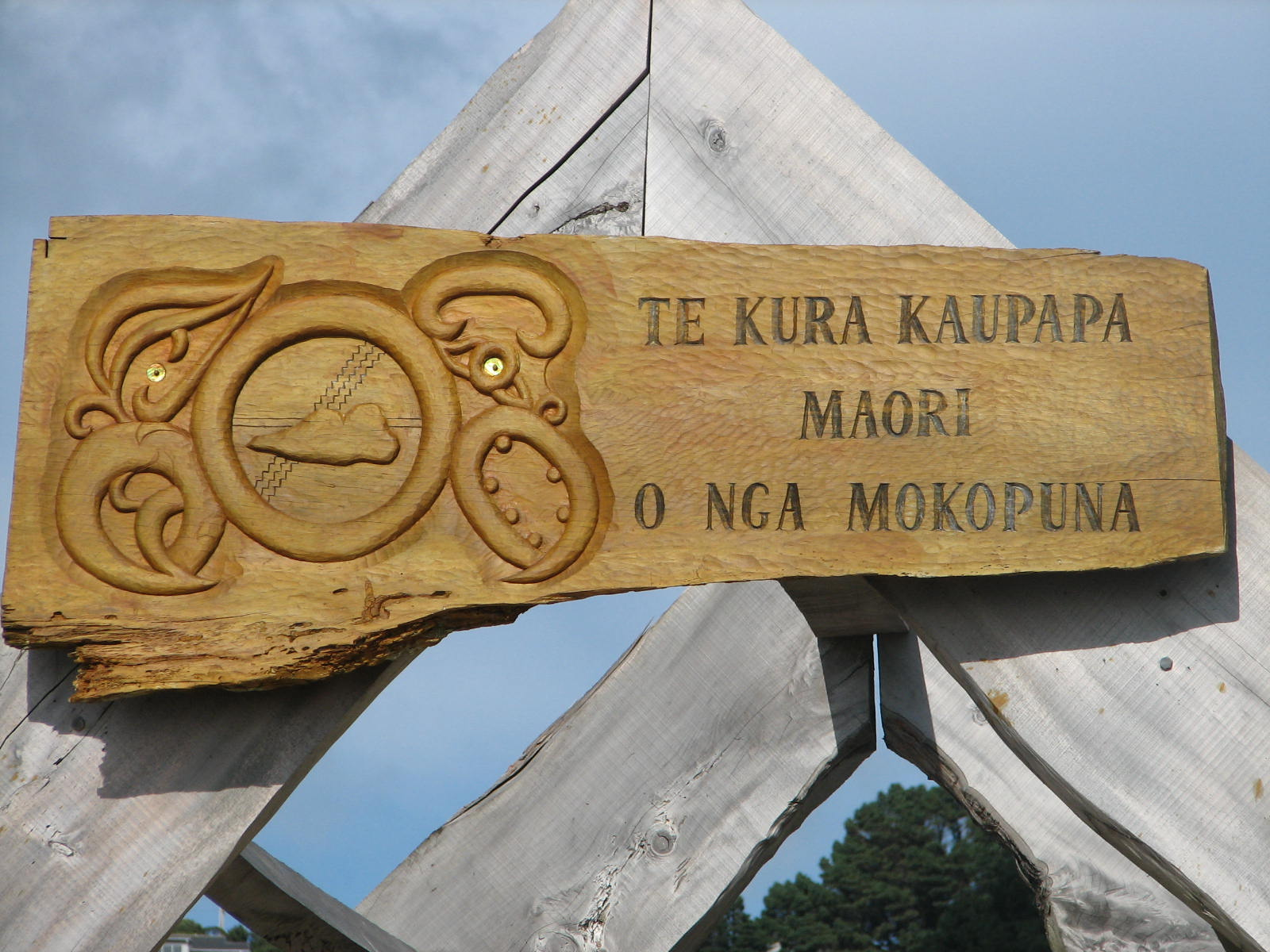
Te Kura Kaupapa Maori o Nga Mokopuna

Kura Kaupapa Māori sind māori-sprachige Immersionsschulen (kurz Kura) in Neuseeland, die in ihrer Konzeption und Praxis die kulturellen Werte der Māori widerspiegeln.
Sie zielen auf eine Wiederbelebung der Sprache, des Wissens und der Kultur der Māori. Der Begriff Kaupapa Māori wird von den Māori für jeden von Māori geschaffenen Aktionsplan verwendet, der Bestrebungen, Prinzipien und Werte der Māori zum Inhalt hat.

## Geschichte
Bereits zu Beginn des 20. Jahrhunderts wurden von der Regierung Schulen für Māori geschaffen, die nach positiven Erfahrungen in Whatuwhiwhi auch mit Māori als Schulleiter besetzt wurden. Hier war jedoch das Ziel, der einheimischen Bevölkerung europäische Werte zu vermitteln, nicht deren eigene Sprache und Kultur zu fördern, sie können daher nicht als Vorgänger der Kura angesehen werden.
Die Kura Kaupapa Māori- Schulen wurden infolge eines Berichtes aus dem Jahr 1971 errichtet. Darin berichtete Richard Benton, dass die Sprache der Māori in einem kritischen Zustand nahe dem Aussterben sei. In den 1980er Jahren waren die Māori-Gemeinden „so betroffen vom Verlust an Sprache, Wissen und Kultur der Māori, dass sie die Angelegenheit selbst in die Hand nahmen und ihre eigenen Bildungseinrichtungen mit Vorschule, Grundschule, weiterführenden Schulen und höheren Bildungseinrichtungen schufen.“ (G Smith 2003:6-7)
Die Gründung von Kohanga Reo, māori-sprachigen Vorschuleinrichtungen, löste eine Reihe von Bildungsinitiativen durch Māori aus. Anfänglich standen diese außerhalb des staatlichen Erziehungswesens. Der Bedarf an māorisprachigen Grundschulen entstand, da die Eltern befürchteten, ihre Kinder würden beim Übergang aus den Kohanga Reo in die (englischsprachigen) Grundschulen ihre Sprachkenntnisse schnell vergessen. So sind die Kura Kaupapa Māori nur ein Teil einer Reihe von Bemühungen der Māori zu sehen, ihre Sprache zu stärken, ihre kulturelle Identität zu bestätigen und die Gemeinden zu ermutigen, sich dabei zu beteiligen. (G Smith 2003:8-11).
Die Te Kura Kaupapa Māori o Hoani Waititi in Henderson in West-Auckland wird allgemein als die erste Kura Kaupapa Māori angesehen. Sie wurde 1985 gegründet.
1987 wurde eine Arbeitsgruppe gebildet, die ein alternatives Schulmodell untersuchen sollte, das den Bestrebungen der Māori-Gemeinden in Neuseeland besser gerecht werden sollte. Diese Gruppe bestand aus Katerina Mataira, Pita Sharples, Graham Smith, Linda Smith, Cathy Dewes, Tuki Nepe, Rahera Shortland, Pen Bird und Toni Waho. Die Gruppe gab sich den später beschriebenen Leitfaden Te Aho Matua mit Grundprinzipien für den Betrieb einer Kura Kaupapa Māori.
Die Kura Kaupapa Māori  begannen nur langsam Fuß zu fassen. Es brauchte fünf Jahre, um für die erste Kura Kaupapa Māori eine Regierungsfinanzierung durchzusetzen. Von 1985 bis 1995 mussten nahezu alle Kura anfangs irgendwo unterkommen, wo die Kinder für wenig oder keine Miete untergebracht werden konnten. Die Eltern sammelten Spenden, um die Kura zu finanzieren, bis die Regierung die Schule offiziell anerkannte und finanzierte.
Die Kura feiern daher zwei, manchmal drei Jahrestage: das Gründungsdatum, das Datum, an dem die Schule staatlich anerkannt wurde und den Bezug fester Schulgebäude. Die Te Kura Kaupapa Māori o Te Kotuku in Te Atatu in Auckland wurde beispielsweise von den Eltern 1993 gegründet und 2002 als staatliche Schule anerkannt.

## Gesetzgebung
1987 war eine der Empfehlungen von Picots Bericht "Tomorrow's Schools" eine umfassende Reform des neuseeländischen Schulwesens. Diese umfasste auch die Empfehlung an die Regierung, dass die Māori in die Lage versetzt werden sollten, ihre eigenen Schulen einzurichten und zu betreiben. Deshalb wurde der Education Act (Bildungsgesetz) von 1989 um einen Abschnitt 155 erweitert, der dem Bildungsminister aufgibt, diese staatlichen Schulen in der New Zealand Gazette offiziell als eine Kura Kaupapa Māori zu annoncieren. Dieser Anhang erhielt am 16. Juli 1999 mit dem "(Te Aho Matua) Amendment Act" Gesetzeskraft.
Trotz dieses Gesetzeszusatzes waren viele Kura-Gemeinden unzufrieden, da der Zusatz den einzigartigen Charakter der Kura nicht adäquat definiere und gesetzlich schütze.
Auf Anregung von Te Runanga Nui setzte der Minister of Māori Affairs und Associate Minister of Education, Tau Henare durch, dass ein weiterer Anhang mit den Prinzipien des Te Aho Matua ebenfalls normativen Charakter bekam.
Der Te Aho Matua-Gesetzeszusatz machte es zur Pflicht, dass die Kura Kaupapa Māori den Prinzipien des Te Aho Matua folgen. Er anerkannte Te Runanga Nui o nga Kura Kaupapa Māori als die kaitiaki (Wächter, Fürsorger und Architekten), als geeignetste Einrichtung den Inhalt des Te Aho Matua festzulegen und sicherzustellen, dass es nicht zum Nachteil der Māori geändert würde.
Nach Graham Smith, soll diese Charta "Leitlinien für Exzellenz in Māori bieten, das heißt was eine gute Māori-Erziehung beinhalten sollte. Sie erkennt auch die Kultur der Pākehā (Europäer) und Fähigkeiten an, die von Māori-Kindern benötigt werden, um voll und auf jeder Stufe an der modernen neuseeländischen Gesellschaft teilzuhaben" (frei übersetzt nach: G Smith 2003:10).

## Die Leitprinzipien "Te Aho Matua" (sinngemäß etwa: "der rote Faden")
Die in der Sprache der Māori verfassten Te Aho Matua o nga Kura Kaupapa Māori sind die Grundprinzipien, die die Kura Kaupapa Māori einhalten müssen. Sie basieren auf Werten, Glaubensvorstellungen und Bräuchen der Māori. Am 21. Januar 2008 wurden sie zusammen mit einer englischsprachigen Erläuterung durch Parekura Horomia in der New Zealand Gazette veröffentlicht.
Als die When Te Aho Matua in das parlamentarische Gesetzgebungsverfahren gegeben wurden, wurde eine weitere englische Erläuterung von Katerina Mataira erstellt.
Te Aho Matua hat sechs Abschnitte:
1. Te Ira Tangata (die Natur des Menschen), definiert die Natur des Kindes als menschliches Wesen mit spirituellen, körperlichen und emotionalen Bedürfnissen
2. Te Reo (Sprache), behandelt die Sprachregelungen und wie die Schulen die Sprachentwicklung ihrer Kinder am besten fördern können.
3. Ngā Iwi (das Volk), fokussiert auf die sozialen Einrichtungen, die die Entwicklung des Kindes beeinflussen, kurz gesagt alle Menschen, mit denen sie interagieren wenn sie dabei sind, einen Sinn und einen Platz in der Welt zu finden
4. Te Ao (die Welt), behandelt die Welt, die die Kinder umgibt und die fundamentalen Wahrheiten, die ihr Leben beeinflussen
5. Ahuatanga Ako (Lernbedingungen), definiert jeden Aspekt des Lernens, den die Whānau als wichtig für die Kinder ansieht und die Anforderungen des nationalen Lehrplanes
6. Ngā Tino Uaratanga (Grundwerte), fokussiert auf den Nutzen, den die Kinder von der 'Kura Kaupapa Māori' haben sollen und die Eigenschaften, die sie in den Kindern entwickeln sollen.

## Te Runanga Nui (Nationale Körperschaft)
Im Jahre 1993 bat  Uru Gardiner, Schulleiter der Te Kura Kaupapa Māori o Te Ati Hau Nui A Paparangi wichtige Architekten der Kura Kaupapa Māori-Bewegung, Wanganui zu besuchen. Ihre kura whanau (Eltern und Großfamilie der Schulgemeinde) suchten Rat bei der Gründung einer Kura. Als die Māori-Gemeinden in Neuseeland von diesem Treffen erfuhren, fragten sie, ob sie ebenfalls teilnehmen könnten. Infolgedessen wurde 1993 im Kawhaiki-marae am Whanganui River eine Organisation namens Te Runanga Nui o Nga Kura Kaupapa Maori o Aotearoa (allgemein bekannt als Te Runanga Nui) gegründet. Bei der Versammlung wurde Pita Sharples Gründungspräsident der Organisation.
Te Runanga Nui ist die nationale Körperschaft der Kura Kaupapa Māori Te Aho Matua-Gemeinden. Die Gesellschaft hält gewöhnlich am letzten Märzwochenende eine Jahreshauptversammlung an wechselnden Orten in Neuseeland ab. Diese finden größtenteils in der Sprache der Māori statt. Der Zweck der Organisation ist die Unterstützung der Kura Kaupapa Māori whanau (Großfamilien) in der Umsetzung ihrer Wünsche bei der Schulbildung für ihre Kinder. Sie engagiert sich bei Diskussionen und Verhandlungen mit Regierung, Erziehungsministerium, dem Education Review Office (das die Bildungseinrichtungen bewertet) und anderen Organisationen, die einen Einfluss auf die Kura Kaupapa Māori haben.
Die Organisation teilt sich in zehn geographische Regionen auf und die einzelnen Kura sind jeweils einer dieser Regionen zugeordnet. Diese neun geographischen Regionen der Te Runanga Nui sind Te Hiku (Northland), Tāmaki-makau-rau (Auckland), Tainui (Waikato), Mataatua (Bay of Plenty), Te Puku (Zentrale Nordinsel), Tai-rāwhiti (Ostküste), Taranaki, Te Ati Hau Nui A Paparangi (Süd-Taranaki), Te Upoko o te Ika (Wellington) und Te Waka (Südinsel).
Bei der jährlichen Generalversammlung wählt jede Region einen mangai (Vertreter), der ein Mitglied des Te Runanga Whaiti (Exekutivkomitees) ist. Zwei dicht besiedelte Regionen, Tamaki Makaurau (Auckland) und  Te Upoko o te Ika (Wellington) haben zwei Vertreter. Das Te Runanga Whaiti tagt mehrfach im Jahr, gewöhnlich in Auckland, um unterschiedliche Angelegenheiten der kura kaupapa maori zu diskutieren.
Die Organisation wählt auf der jährlichen Hauptversammlung einen tumuaki (Präsidenten). Frühere tumuaki (Präsidenten oder Vorsitzende) von Te Runanga Nui waren: Pita Sharples; Bert McLean, Cathy Dewes, Arni Wainui and Hohepa Campbell. Der derzeitige tumuaki ist Hone Mutu.
Die Organisation unterhält auch ein kleines Sekretariat. Der derzeitige kaitakawaenga (Koordinator) ist Arapine Walker , er wird durch das Te Tari Tautoko (Support-Team) unterstützt.

## Typen von Kura Kaupapa Māori
Alle Kura Kaupapa Māori sind koedukativ und Teil staatlichen Bildungswesens Neuseelands, das die Schulpflicht umsetzt. Verschiedene Typen von Schulen entstanden vor allem aufgrund verschiedener Möglichkeiten des Bildungsministeriums, sie zu finanzieren und mit Personal zu versehen.
Die Vorschuleinrichtungen, Kohanga Reo sowie Universitäten und Technischen Institute oder Whare Wananga sind nicht Teil der Schulpflicht.

### Kura Tuatahi (primary schools / Grundschulen)
In Neuseeland gibt es drei Typen von primary schools: full primary, contributing primary und restricted primary. Full primary schools unterrichten die Kinder vom ersten bis 8. Schuljahr, contributing primary schools vom 7.–8. und restricted primary schools entweder vom 1.–6. oder aber vom 7. – 8. Schuljahr. Nur Kinder, die im laufenden Jahr 5 Jahre alt werden, können in diese Schulen aufgenommen werden. Das Alter der Kinder liegt zwischen 5 und 13 Jahren. Die meisten Kinder treten nach Vollendung des 5. Lebensjahres in die kura tuatahi ein, nachdem sie die kohanga reo (māori-sprachige Vorschuleinrichtung) absolviert haben.

### Kura Arongatahi (Composite schools)
Fast alle kura begannen als full primary school. Die kura arongatahi unterrichten vom 1. bis 15. Schuljahr. Die Kinder sind 5- 18 Jahre alt, obgleich in Neuseeland die Schulpflicht nur bis zum 16. Lebensjahr gilt. Schüler der 11. bis 13. Klasse absolvieren das NCEA (National Certificate of Educational Achievement).
Bevor eine composite school das NCEA vergeben kann, muss die Schule sich jedoch bei der New Zealand Qualifications Authority (NZQA) akkreditieren lassen. Eine kura kann nur dann eine composite school werden, wenn der Erziehungsminister der Umklassifizierung zustimmt. Dieser Prozess kann mehrere Jahre, gewöhnlich aber mindestens 2 Jahre in Anspruch nehmen.
Die Finanzierung und Personalausstattung dieser kura unterscheidet sich von den Grundschulen. 2008 gab es in Neuseeland 15 Kura Kaupapa Maori Te Aho Matua – composite schools.
Eine composite school kann in Neuseeland auch als area school eingestuft werden.
Manchmal stimmt der Erziehungsminister einer Umklassifizierung zur full composite school nicht zu, sondern ernennt sie nur zu restricted composite school. Diese erlaubt gewöhnlich die Lehre von der 1. bis 10. Klasse. Eine restricted composite school kann später jedoch noch zur full composite school ernannt werden.

### Wharekura (Secondary schools/Weiterführende Schulen)
Eine wharekura ist eine Schule für das 9. bis 15. Schuljahr und ist immer eine composite school. Nicht alle Schulen ändern ihren Namen, wenn sie diesen Status erlangen, so dass er aus dem Schulnahmen nicht unbedingt zu erkennen ist.

### Kura Tuakana (Mentoring schools)
Vor 2001 wurden einige Grund- und weiterführende Schulen zu sogenannten Kura Tuakana oder Mentoring Schools, indem sie eine Kura Teina oder Mentored School, eine weitere, nicht durch die Regierung finanzierte Maori-Schulgemeinde gründeten. Dies wurde von der Kura-Kaupapa-Maori-Bewegung als Mittel genutzt, ohne die sonst für Schulneugründungen erforderliche Genehmigung des Erziehungsministeriums die Zahl der Kura in Neuseeland zu vergrößern. Die Stellung als Zweigeinrichtungen erlaubte es den Kura Tuakana, Mittel und Personal für die Kura Teina zu verwenden.
2001 handelte das Erziehungsministerium mit Te Runanga Nui einen formellen Prozess zur Gründung neuer Kura aus. Die Kura müssen sich nun einem Bewerbungsverfahren unterziehen. Wenn der Erziehungsminister die Bewerbung befürwortet, wird eine Kura Tuakana benannt, die den Bewerber unterstützt und anleitet. Nur ausgewählte Kura können nun eine Kura Tuakana werden. Sie müssen ihre Fähigkeit, eine Kura teina anzuleiten, demonstrieren können.

### Kura Teina (Mentored schools)
Kura Teina are Schulgemeinden, die sich beim Erziehungsministerium für den Status einer eigenständigen Grundschule beworben haben. Die kura teina besuchen Kinder entweder der Schuljahre 1 bis 8 wie in den Grundschulen oder 9 bis 15 wie in den wharekura, manchmal auch beide Altersgruppen. Te wharekura o Manurewa in Auckland, ist die einzige Kura, die nicht aus einer Grundschule entstand. Sie ist ein Satellit der Te Kura Kaupapa Māori a rohe o Māngere in Māngere in Auckland.

## School Organisation

### Leitungsformen
Jede in Übereinstimmung mit dem Education Act gegründete Kura Kaupapa Māori und hat ein Leitungsgremium. Kura haben ein Board of Trustees in das fünf Elternvertreter gewählt werden und das bekanntgegeben wird, wenn die Schulgründung in der New Zealand Gazette offiziell bekanntgegeben wird. Der Schulleiter und ein gewählter Personalvertreter sind ebenfalls Mitglied der Leitung. Bei vielen Kura bilden jedoch alle Eltern gemeinsam das Leitungsgremium. Graha Smiths sagt, dass ein Grundprinzip der Kaupapa Māori die Einbeziehung aller Eltern (Whanau) ist. Das erfordert, dass sich alle Eltern aktiv an allen Ebenen des Schulbetriebes beteiligen. Kura, die dem Modell einer Leitung durch den Whanau verfolgen, unterstützen das Modell eines Leitungsgremiums mit wenigen ausgewählten Vertretern nicht.
Wie andere staatlich finanzierte Schulen muss das Leitungsgremium eine Schulordnung, einen strategischen und einen jährlichen Plan entwickeln. Außerdem werden Regelungen für die Unterstützung des whanau und der Schulleitung bei der täglichen Schularbeit geschaffen.

### Personal und Finanzierung
Das Personal der Schulen ist staatlich finanziert. Die Zahl der Lehrer ist von der Schülerzahl abhängig. Die Zahl der Lehrer und des restlichen Personals wird für alle Schulen Neuseelands zweimal jährlich am 1. März und 1. Juli neu berechnet.
Die Kura Kaupapa Māori erhalten zusätzliche Mittel, um die Immersion in der Sprache der Maori zu ermöglichen. Ein Bewertungssystem für den Grad der Immersion dient als Berechnungsgrundlage. Kura befinden sich dabei auf der Stufe 1. Das bedeutet, dass die Unterrichtssprache der Lehrer in den Klassen zu 81 % bis 100 % Te Reo Maori ist. Es ist jedoch üblich, dass die Lehrer mit ihren Kindern ausschließlich in Māori kommunizieren. Vollzeitlehrern auf Stufe 1 wird ein Gehaltszuschlag (MITA – Māori Immersion Teacher Allowance) gezahlt.

### Schultage und Öffnungszeiten
Kura Kaupapa Māori müssen eine in Richtlinien des Erziehungsministeriums festgelegte Anzahl von Schultagen geöffnet sein. Die Grundschulen öffnen an diesen Tagen gewöhnlich von 9 bis 15 Uhr, können jedoch die Zeiten auch anpassen. Composite Kura Kaupapa Māori müssen längere Zeit am Tag geöffnet sein, da sie weniger Tage im Jahr lehren als die Grundschulen. Die Zeiten sind hier je nach Schule verschieden.

### Englische Sprache
Für gewöhnlich wird auf dem Gelände einer Kura außerhalb eines dazu markierten Gebietes kein Englisch gesprochen. Einige Primary Schools lehren Englisch. Alle Composite Schools lehren im 9. bis 15. Schuljahr Englisch.

### Klassen
Wegen der kleinen Schülerzahlen werden oft mehrere Jahrgänge in einer Klasse gemeinsam unterrichtet, oft werden die 1. und 2., 3. bis 5. und 6. bis 8. Schuljahre zusammengefasst. Die Kura können die Klassenaufteilung flexibel organisieren. Die meisten Kura haben pro Klasse einen Klassenraum und einen Lehrer, zwei Schulen verfolgen dagegen das Konzept eines großen Lehrbereiches, in dem viele Jahrgänge von mehreren Lehrern gemeinsam unterrichtet werden.

### Karakia (Gebet)
Karakia ist ein zentraler Bestandteil der Kura und für das seelische Wohlbefinden der Māori. Treffen beginnen mit einem Gebet. Die Kinder beginnen und beenden den Unterricht mit einem Karakia mit ihrem Kaiako. Bei besonderen Anlässen oder wenn neue Schulen eröffnet werden, verrichten die Kaumatua (Ältesten) der Gemeinde ein besonderes Karakia. Den Kindern wird gelehrt, die Karakia zu ehren und zu praktizieren. An den Kura werden sowohl christliche Gebete als auch auf dem Glauben der Māori basierende Karakia praktiziert.

### Lehrplan
Te Aho Matua fordert einen ganzheitlichen Lehrplan. Ein strategischer Plan der Kura legt die strategische Ausrichtung, die des Whanau (Eltern; Schulleiter, Lehrer) für das Lernen der Kinder vorsieht. Die Lehrpläne sind themenorientiert und umfassen kulturellen Perspektiven der Māori cultural perspectives, sie ehren Bräuche und Traditionen der Māori und wertschätzen ihre Kenntnisse.

### Schulen
- siehe Liste der Kura Kaupapa Māori